# Best of Ballads and Acoustic Specials
Best of Ballads and Acoustic Specials (en español: Lo mejor de baladas y acústicas especiales) es un álbum recopilatorio de la banda alemana de heavy metal Axxis y fue publicado en formato de disco compacto en 2006 por EMI Music y Capitol Records.
Como su nombre lo menciona, este material discográfico numera melodías baladas y acústicas. Se divide en dos discos;  el primero contiene canciones baladas que se encuentran en otros álbumes de estudio anteriores, en tanto que el segundo disco enlista temas acústicos, algunos de ellos grabados en 2006 en los estudios SoundWorxx, propiedad de la banda.
Este álbum contiene como material extra dos vídeos musicales realizados por MTV en los años 1990 y 1996.

## Lista de canciones

### Disco uno:Ballads
| Side one |                                                |                                       |                                   |          |  |
| N.º      | Título                                         | Escritor(es)                          | Traducción al español             | Duración |  |
| 1.       | «Only God Knows» (remezcla de 2006)            | Bernhard Weiss / Harry Oellers        | «Sólo Dios sabe»                  | 4:01     |  |
| 2.       | «Stay Don't Leave Me»                          | Oellers / Walter Pietsch / Joey Balin | «Quédate, no me dejes»            | 4:11     |  |
| 3.       | «Waterdrop» (mezcla clásica, versión 2006)     | Berhnard Weiss                        | «Gota de agua»                    | 5:33     |  |
| 4.       | «Touch the Rainbow» (versión extendida)        | Walter Pietsch                        | «Toca el arco iris»               | 5:32     |  |
| 5.       | «Fire and Ice» (versión de demo de 1988)       | Weiss / Pietsch                       | «Fuego y hielo»                   | 4:00     |  |
| 6.       | «Brand New World» (remezcla de 2006)           | Weiss / Oellers                       | «Mundo nuevo»                     | 3:19     |  |
| 7.       | «Hold You»                                     | Walter Pietsch                        | «Tenerte»                         | 4:06     |  |
| 8.       | «Face to Face» (en vivo)                       | Walter Pietsch                        | «Frente a frente»                 | 5:38     |  |
| 9.       | «Tears of the Trees» (versión de demo de 1988) | Weiss / Pietsch                       | «Lágrimas de los árboles»         | 4:07     |  |
| 10.      | «Love Doesn't Know Any Distance»               | Weiss / Pietsch                       | «El amor no conoce de distancias» | 4:56     |  |
| 11.      | «Sarajevo»                                     | Weiss / Oellers / Pietsch             | «Sarajevo»                        | 4:33     |  |
| 12.      | «On My Own»                                    | Weiss / Oellers / Pietsch             | «Por mi cuenta»                   | 4:30     |  |
| 13.      | «Heaven's 7th Train» (en vivo, 1992)           | Weiss / Oellers / Pietsch             | «Séptimo tren del cielo»          | 5:49     |  |
| 14.      | «Hide Away»                                    | Oellers / Pietsch                     | «Escóndete»                       | 4:07     |  |
| 15.      | «World of Mystery»                             | Weiss / Oellers / Pietsch             | «Mundo de misterio»               | 4:42     |  |

### Disco dos:Acoustic Specials
| Side one |                                                           |                                          |                             |          |  |
| N.º      | Título                                                    | Escritor(es)                             | Traducción al español       | Duración |  |
| 1.       | «Living in a World» (versión acústica grabada en 2006)    | Weiss / Pietsch                          | «Viviendo en un mundo»      | 3:52     |  |
| 2.       | «Kingdom of the Night» (versión acústica grabada de 2006) | Weiss / Pietsch                          | «Reino de la noche»         | 3:51     |  |
| 3.       | «Little War» (versión acústica grabada en 2006)           | Weiss / Oellers / Pietsch                | «Guerra pequeña»            | 4:22     |  |
| 4.       | «Ships are Sailing» (versión acústica grabada en 2006)    | Walter Pietsch                           | «Los barcos están zarpando» | 3:52     |  |
| 5.       | «Touch the Rainbow» (versión acústica)                    | Walter Pietsch                           | «Toca el arco iris»         | 3:32     |  |
| 6.       | «Heaven in Black» (versión acústica)                      | Weiss / Oellers                          | «Cielo en tinieblas»        | 3:40     |  |
| 7.       | «C'est La Vie» (versión en tango)                         | Weiss / Oellers / Pietsch                | «Así es la vida»            | 2:51     |  |
| 8.       | «Fire and Ice» (versión acústica)                         | Weiss / Pietsch                          | «Fuego y hielo»             | 4:00     |  |
| 9.       | «Another Day» (versión acústica)                          | Weiss / Oellers / Pietsch / Robert Mason | «Otro día»                  | 4:24     |  |
| 10.      | «Kings Made of Steel» (versión acústica)                  | Weiss / Pietsch                          | «Reyes hechos de acero»     | 3:31     |  |
| 11.      | «Julia» (versión acústica)                                | Bernhard Weiss                           | «Julia»                     | 3:40     |  |

## Créditos

### Axxis
- Bernhard Weiss — voz y coros
- Harry Oellers — teclados y coros
- Walter Pietsch — guitarra acústica y guitarra eléctrica (en las canciones 2, 4, 5, 7, a la 15 del primer disco y 5, 8, 9, 10 del segundo disco)

- Guido Wehmeyer — guitarra acústica (en las canciones 1, 3 y 6 del primer disco y 1 a la 4, 7 y 11 del segundo disco)
- Werner Kleinhans — bajo eléctrico (en las canciones 2, 4, 5, 6 a la 15 del primer disco) y bajo acústico (en las canciones 5, 6, 8, 9 y 10 del segundo disco)
- Kuno Niemeyer — bajo acústico (en las canción 11 del segundo disco)
- Rob Schomaker — bajo acústico (en las canciones 1, 3 y 6 del primer disco y 1 a la 4 del segundo disco)
- Richard Michalski — batería (en las canciones 2, 4, 5, 7 a la 15 del primer disco)
- André Hilgers — batería (en las canciones 1, 3 y 6 del primer disco) y percusiones (en las canciones 1 a la 4 del segundo disco)

### Productores
- Bernhard Weiss
- Harry Oellers
- Walter Pietsch
- Rolf Hanekamp
- Joey Balin
- Keith Olsen
- Thomas Kemper